# Fredy Montero
Freddy Henkyer Montero Muñoz (Campo de la Cruz, Atlántico; 26 de julio de 1987), conocido como Fredy Montero es un futbolista colombiano. Juega como delantero en el Real Cartagena de la Categoría Primera B. Fue internacional absoluto con la selección de Colombia.

## Trayectoria

### Atlético Huila
En el año 2007, durante el Torneo Apertura, Montero se destacó con el Atlético Huila, club con el cual llegó al subtítulo.

### Deportivo Cali
De ahí se da su traspaso al Deportivo Cali, donde fue figura, ganando el título de máximo goleador del Torneo Finalización 2008 con 16 tantos.

### Seattle Sounders

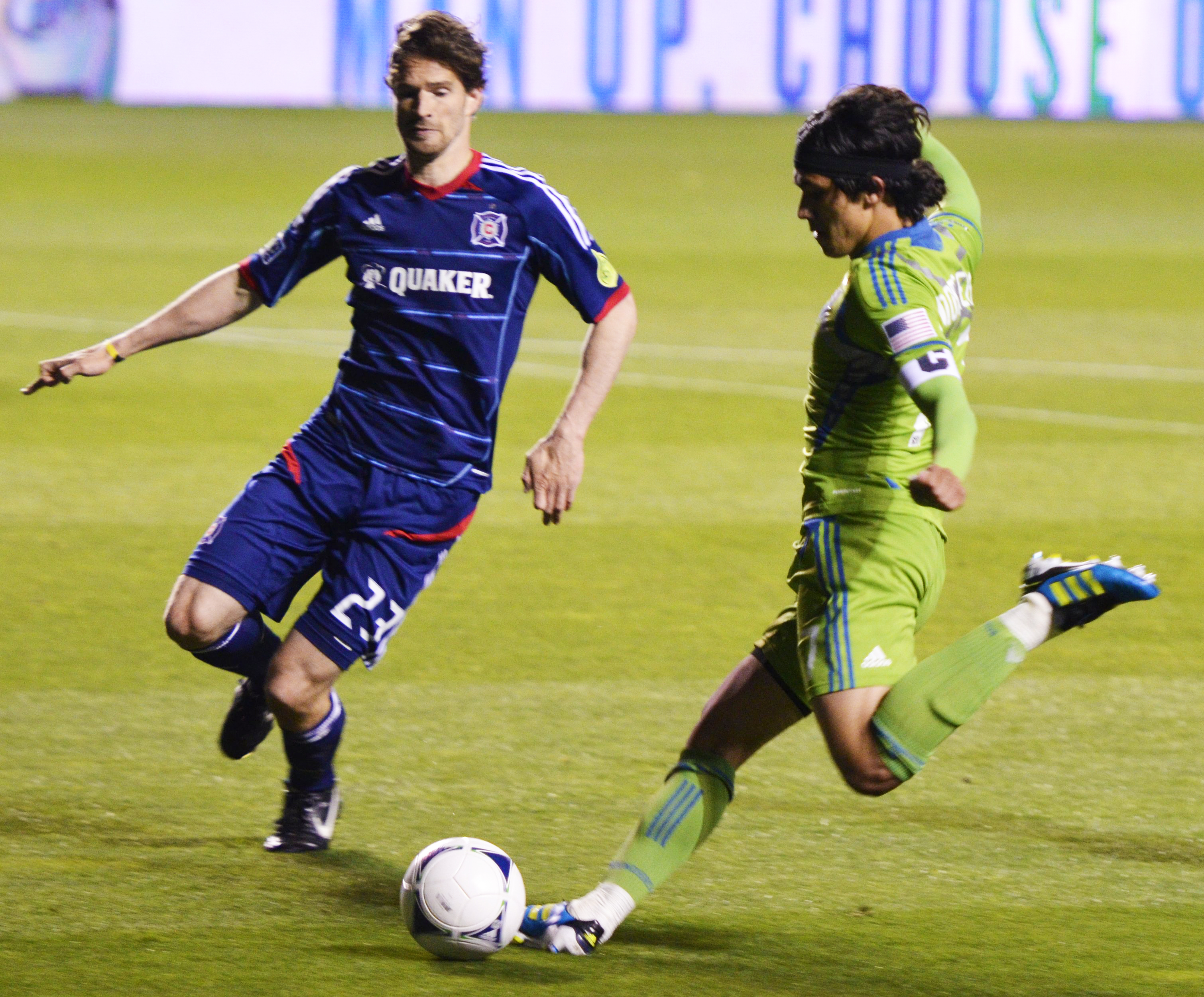
Montero con Seattle Sounders.

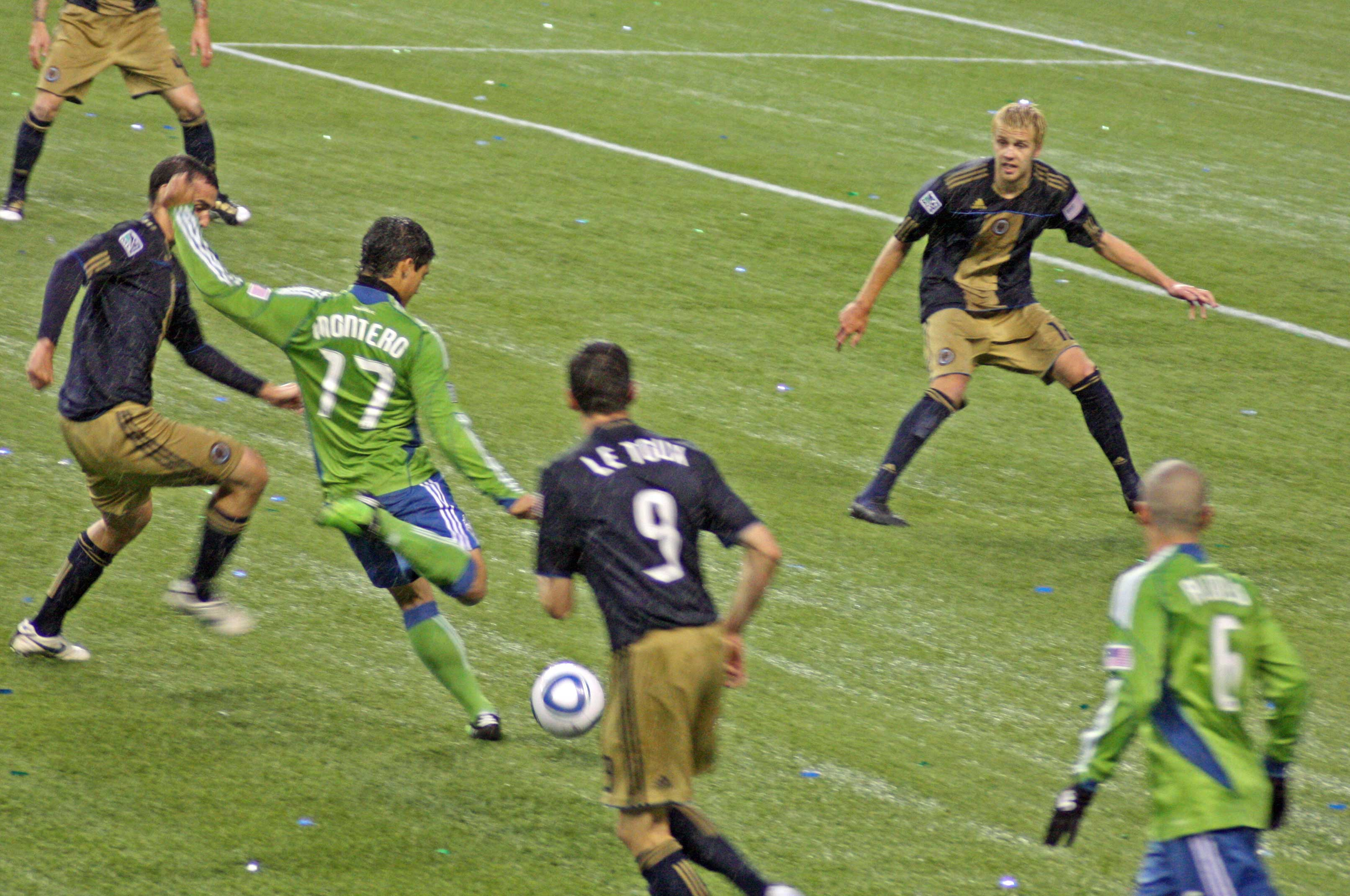
Freddy Montero en Seattle Sounders.

Después de esto fue transferido al Seattle Sounders de la Major League Soccer para jugar la temporada 2009.
En el club estadounidense ha sido considerado como el máximo ídolo tras volverse su máximo goleador y gracias a sus goles ha logrado ganar 3 Lamar US Open Cup torneo que da un cupo a la Concacaf Liga Campeones

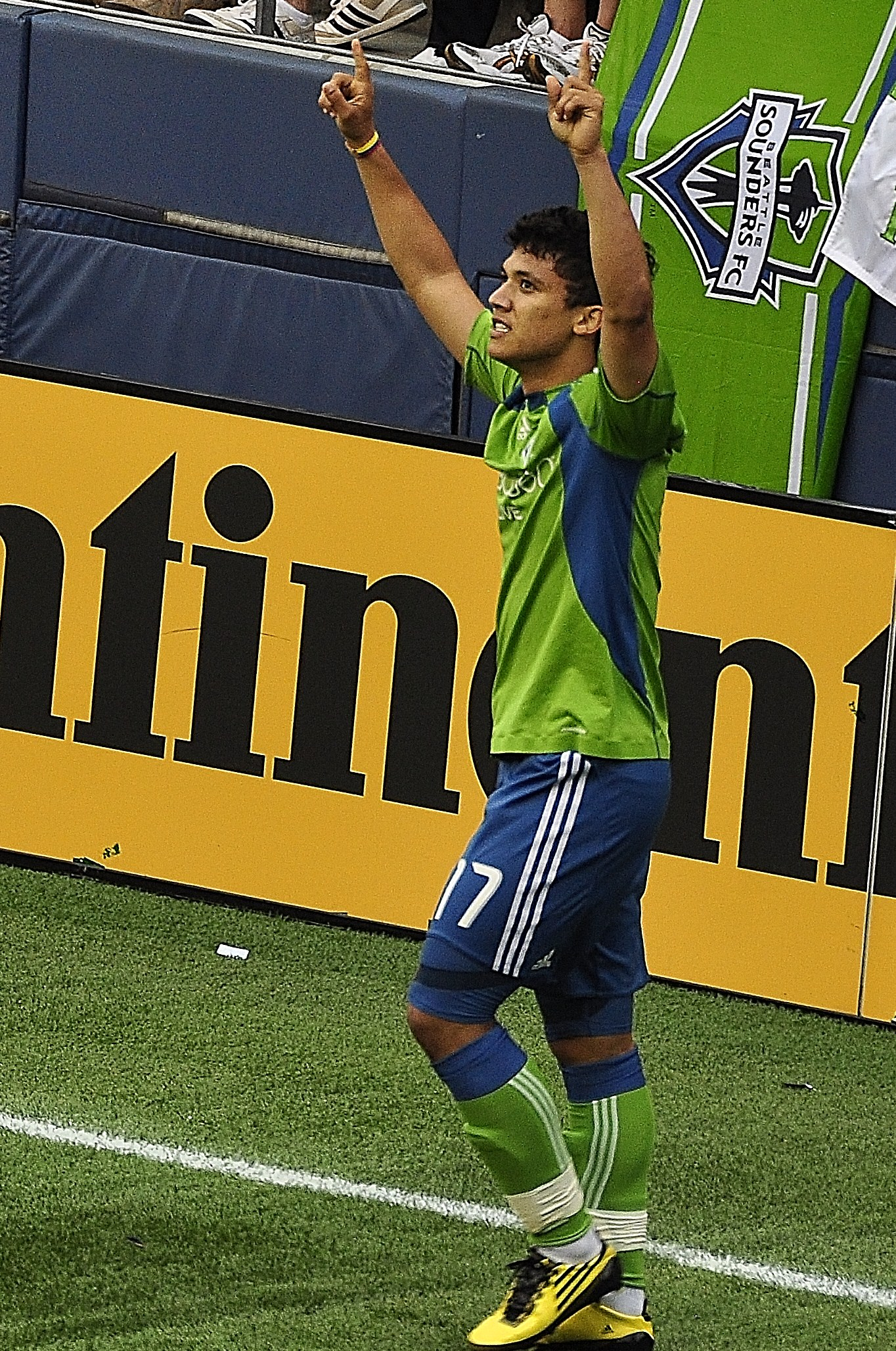
Freddy celebrando un gol con Chicago.

El 18 de agosto de 2012 llega a los 100 en su carrera (54 con el Seattle, 25 con el Cali, 20 con el Huila y 1 con la Selección Colombia).

### Millonarios
En enero de 2013 se confirma su cesión por un año a Millonarios para jugar la Liga Postobón 2013, la Copa Libertadores 2013 y la Copa Colombia, marca su primer gol en el partido por la primera fecha del Apertura 2013 contra La Equidad. En la penúltima fecha de los cuadrangulares semifinales anota un doblete frente a Santa Fe en la victoria 2-1 de Millonarios jugando los últimos 18 minutos del juego.
Terminó siendo el goleador del equipo con 10 goles en 34 partidos y dar el paso a Europa.

### Sporting Clube de Portugal

#### 2013-14
Después de un semestre en el club bogotano, donde convirtió 10 goles (8 por liga y 2 por copa), fue fichado por el Sporting de Portugal por 5 temporadas. Luego de una pretemporada con el club lisboeta, hizo su debut en la primera fecha de la liga portuguesa anotando un triplete en la victoria 5 a 1 del Sporting frente al Arouca. Por la tercera fecha de la liga portuguesa anota el gol de su equipo en el empate a uno en clásico de Lisboa frente al Benfica. Por la sexta fecha de la liga lusa, le anota un gol al Sporting Braga en la victoria 1 a 2, poniendo el 1 a 0, del Lisboa en el clásico de la fecha. Debido a su buen rendimiento, a inicios de octubre fue elegido como el mejor jugador de la liga lusa en los meses de agosto y septiembre superando en la votación de dicha distinción a su compatriota Jackson Martínez. Anota su segundo hat-trick con el Sporting en la victoria 8 a 1 del club lisboeta sobre el Alba en la primera ronda de la copa portuguesa. Con sus actuaciones Montero logró llamar la atención de varios clubes, entre ellos Málaga, Valencia y Villareal, el para ese momento pichichi de la liga estaría viviendo un gran momento con el Sporting y su salida del club se antojaría un tanto difícil.
Freddy rápidamente se ganaría el respeto de varias leyendas del fútbol entre estas Paulo Futre el cual elogió a Montero diciendo:

"Montero tiene cosas de Romario; es un jugador hábil, que se sabe ubicar bien en el área y que es claro para definir".

Al igual que Paulo Futre pero no tan importante como este, un periodista de 'Mais Futebol' halagó al artillero Colombiano exclamando:

"Montero nos ha sorprendido, no era muy conocido y sin embargo con sus goles se ha abierto paso en esta liga".

Freddy viviría su primer clásico contra el Porto el 27 de octubre de 2013, club en el cual actuaban para ese momento sus compatriotas Jackson Martínez y Juan Fernando Quintero, horas antes del partido Freddy le comentó al periódico deportivo 'Sporting': -'Quero marcar e quero ganhar' (Quiero anotar y quiero ganar). Este partido esperado por todos sería un encuentro en el cual los dos máximos artilleros de la liga se verían las caras con el fin de definir el cual sería el líder de la liga para ese momento, dicho encuentro finalmente terminaría con el marcador tres a uno a favor del Porto. Al finalizar la primera mitad de la temporada convirtió 16 goles en igual cantidad de juegos y teniendo frecuentemente durante dicho semestre encuentros con miembros del cuerpo técnico de la Selección Colombia así como con José Pekerman (técnico de la selección colombiana). Luego del receso navideño, vuelve al Sporting para jugar el 29 de diciembre frente al Porto por la segunda ronda de la copa de la liga, jugando la última media hora de juego en la igualdad 0 a 0 en el primer partidos de la fase de grupos.
El 6 de enero se confirma el uso de la opción de compra que tenía el Sporting sobre Montero, el costo de dicha opción ascendió hasta los diez millones de dólares, en el nuevo contrato que unía a Montero con el Sporting aparecería una cláusula de rescisión de 60 millones de euros, hasta ahora la cláusula más elevada del campeonato luso. Dicha cifra debería ser entregada obligatoriamente al club de darse la salida del jugador.

#### 2014-15
Luego de finalizar la temporada 2013-14, Montero donde tuvo una segunda vuelta complicada perdiendo la titularidad del equipo con Slimani por una lesión sufrida en diciembre y quedándose durante 4 meses sin marcar un gol, se especuló con su salida no obstante el cuerpo técnico del club así como las directivas del equipo le mostraron su deseo de que continuará en el club con lo que, a principios de julio de 2014, tuvo un aumento en su ficha recibiendo 480.000 euros por mes contra los 400.000 que cobraba en la temporada anterior.
El 20 de julio Montero gana su primer título con el Sporting ganándole la final de la Copa de Honra al Benfica. El 4 de octubre de 2014 Montero marca un gol en la goleada 0 a 4 que le propinó el Sporting al Peñafiel, en ese partido marcó su primer gol en el 2014 rompiendo una racha de 300 días sin haber podido convertir un gol. A pesar de marcar varios goles así como de dar varias asistencias y recuperar la titularidad en el equipo en los últimos partidos en la segunda parte de la temporada, el 20 de marzo de 2015 el Sporting de Portugal declara a Montero transferible para la temporada 2015-16 ante el interés de clubes de la MLS, liga MX, así como de equipos europeos cuyos países de origen no fueron revelados.
El 28 de abril marca por duplicado frente al Moreirense al marca dos goles y hacer dos asistencias en la victoria 4-2 de su equipo, cinco días después volvió a hacer doblete ahora frente al Nacional, llegando a 11 goles en la temporada 2014-15 faltando dos goles para igualar los 13 de la temporada pasada.
El 31 de mayo fue suplente en la final de la Copa de Portugal contra Sporting Braga entrando al minuto 73 y marcando el gol del empate al 93 por lo que esforzó el tiempo extra y posteriormente tanda de penaltis en el que ganó su club y consiguió su primer título en Europa.
Terminando su segunda temporada en Portugal con 15 goles en 38 partidos jugados.

#### 2015-16
Luego de la obtención de la Copa de Portugal el club no renueva el contrato del entrenador Marco Silva, el cual había pedido que transfirieran a Montero a otro club, por lo cual durante el tiempo en que el club no tenía entrenador se especuló que Montero podría continuar en el equipo. Luego de unos días el Sporting de Portugal confirmó a Jorge Jesús como nuevo entrenador del equipo que declaró que contaría con Montero como primer delantero del club durante los amistosos de verano y a la postre, la temporada 2015-16 del fútbol luso.
El 26 de julio en el día de sus cumpleaños entraría al minutos 61 por su compatriota Teófilo Gutiérrez en un partido amistoso de pretemporada contra Crystal Palace donde marcaría doblete y le daría el título a su equipo, saliendo como figura del partido.
El 9 de agosto por el primer partido oficial de la temporada se coronaria campeón de la Supercopa de Portugal frente al Benfica en el triunfo 1 a 0 donde integraría el grupo de suplentes.

Su primer gol oficial en la temporada lo marcaría en la derrota 1-3 por la Liga Europa de la UEFA contra Lokomotiv Moscú.

Volvería a marcar el 21 de septiembre dándole la victoria a su equipo por la mínima ante el Nacional. Su último gol lo marcaría el 30 de enero dándole la victoria 3-2 a su equipo en los últimos minutos sobre Académica de Coimbra.

A pesar de empezar a tener más continuidad sobre el mes de enero de 2016, marcando incluso goles importantes, el último día del periodo de traspasos del fútbol europeo es transferido al fútbol de la China, finalizando su etapa en Portugal logrando 37 goles en 94 partidos en poco más de 2 años y medio en el club.

### Tianjin Teda
El 1 de febrero de 2016, sobre el final del periodo de traspasos del fútbol europeo, Montero es transferido a cambio de 5 millones de euros al Tianjin Teda de la Superliga de China por las siguientes tres temporadas, con un sueldo de 5 millones de euros brutos por año. El 12 de marzo sería su debut por la Superliga de China en la derrota de su equipo por la mínima frente al Guangzhou R&F. Marcaría su primer gol el 3 de abril en el empate a cuatro goles de su equipo frente al Changchun Yatai.

Marca su primer doblete el 21 de septiembre en la goleada de su club 4 a 0 sobre el Changchun Yatai.

### Vancouver Whitecaps
El 15 de febrero de 2017 es oficializado como nuevo jugador del Vancouver Whitecaps de la Major League Soccer cedido por un año desde China. El 2 de marzo debuta con gol en el partido por la Liga de Campeones de la Concacaf jugando los últimos 27 minutos y marcando el 2 a 0 definitivo frente al New York Red Bulls. El 15 de abril le da la victoria a su equipo 2 a 1 marcando los dos goles, cumpliendo la ley del ex frente a su exequipo Seattle Sounders. El 29 de julio sale como la figura de la goleada como visitantes 4 por 0 sobre Dallas haciendo doblete y dando una asistencia.

### Sporting de Portugal
El 17 de enero es confirmado su regreso al Sporting de Portugal de la Primeira Liga de Portugal firmando por dos temporadas y media y con una cláusula de rescisión de 60 millones de euros. Debuta el 24 de enero en el empate a cero goles frente al FC Porto por la Copa de la Liga de Portugal jugando los últimos 13 minutos. El 27 de enero se corona campeón de la Copa de la Liga de Portugal tras ganarla por tanda de penaltis a Vitória FC, empezaría de titular y jugaría 64 minutos. Su primer gol lo marca el 11 de febrero en la victoria 2 a 0 sobre CD Feirense. El 8 de marzo marca su primer doblete en su regreso al club dándole la victoria 2 a 0 sobre Viktoria Pilsen por los octavos de final ida de la Liga Europa de la UEFA 2017-18. El 12 de abril marca el gol de la victoria por la mínima sobre el Atlético de Madrid por los cuartos de final vuelta de la Liga Europa donde quedarían eliminados en el global por 2 a 1.

### Vancouver Whitecaps
En enero de 2019 es oficializado su regreso al Vancouver Whitecaps de la Major League Soccer. Marca su primer gol el 16 de marzo en la caída 3-2 en su visita al Houston Dynamo. El 10 de mayo marca el único gol de la victoria por la minina sobre Portland Timbers. El 14 de septiembre marca el gol de la victoria al minuto 90 en el 2-1 sobre Houston Dynamo luego de ingresar desde el banco, el 21 de julio vuelve a marca gol al minuto 90 después de ingresar para el empate final a un gol contra Columbus Crew.

### Seattle Sounders
Después de su paso por Canadá es fichado en el 2021 por el club de la Major League Soccer , Seattle Sounders equipo con el ya había jugado unos años atrás y con el que logró dos títulos en su primera etapa en el club , en dónde se estuvo hasta inicios de noviembre del 2022 , en su estadía en el club anotó una buena cantidad de goles.

## Selección nacional
Fue convocado por primera vez para jugar frente a la Selección de Cataluña en un amistoso donde convirtió un gol. También fue convocado para jugar dos amistosos y para jugar un partido de la fase de clasificación a la Copa Mundial de Fútbol de 2010. En el 2013 se especula con la posibilidad de ser incluido en uno de los procesos de la selección Colombia dado su desempeño en el Sporting club de Lisboa con un promedio goleador de 1.5 por partido, mayor al de su compatriota Jackson Martínez el cual tenía para este momento un promedio de 1.0.
El 13 de noviembre de 2013 José Pekerman en una rueda de prensa confirma que, al igual que con Santiago Arias cuando estaba en el Sporting de Portugal, le hace seguimiento a Montero para integrarlo al proceso de la selección colombiana para afrontar los amistosos de preparación a la Copa Mundial de Fútbol de 2014.

### Participaciones enEliminatorias al Mundial
| Eliminatoria                            | Sede del Mundial | Posición      | Resultado | PJ | GA | Asis |
| --------------------------------------- | ---------------- | ------------- | --------- | -- | -- | ---- |
| Eliminatorias Mundial de Sudáfrica 2010 | Sudáfrica        | 7°lugar 23pts | Eliminado | 1  | 0  | 0    |

### Goles internacionales
| # | Fecha                   | Lugar             | Rival    | Gol | Resultado | Competición |
| - | ----------------------- | ----------------- | -------- | --- | --------- | ----------- |
| 1 | 28 de diciembre de 2008 | Barcelona, España | Cataluña | 1-2 | 1-2       | Amistoso    |

## Estadísticas

### Clubes
Actualizado a 18 de agosto de 2025.
| Club | Div           | Temporada     | Liga  | Liga  | Liga  | Copas nacionales(1) | Copas nacionales(1) | Copas nacionales(1) | Torneos internacionales(2) | Torneos internacionales(2) | Torneos internacionales(2) | Total | Total | Total | Media goleadora(3) |
| Club | Div           | Temporada     | Part. | Goles | Asis. | Part.               | Goles               | Asis.               | Part.                      | Goles                      | Asis.                      | Part. | Goles | Asis. | Media goleadora(3) |
| --- | ------------- | ------------- | ----- | ----- | ----- | ------------------- | ------------------- | ------------------- | -------------------------- | -------------------------- | -------------------------- | ----- | ----- | ----- | ------------------ |
| Academia Compensar · Colombia | 2.ª           | 2005          | 9     | 0     | 0     | —                   | —                   | —                   | —                          | —                          | —                          | 9     | 0     | 0     | 0                  |
| Academia Compensar · Colombia | Total club    | Total club    | 9     | 0     | 0     | 0                   | 0                   | 0                   | 0                          | 0                          | 0                          | 9     | 0     | 0     | 0                  |
| Deportivo Cali · Colombia | 1.ª           | 2005          | 8     | 0     | 0     | —                   | —                   | —                   | —                          | —                          | —                          | 8     | 0     | 0     | 0                  |
| Deportivo Cali · Colombia | 1.ª           | 2006          | 2     | 0     | 0     | —                   | —                   | —                   | —                          | —                          | —                          | 2     | 0     | 0     | 0                  |
| Atlético Huila · Colombia | 1.ª           | 2006          | 17    | 1     | 0     | —                   | —                   | —                   | —                          | —                          | —                          | 17    | 1     | 0     | 0.06               |
| Atlético Huila · Colombia | 1.ª           | A-2007        | 22    | 13    | 0     | —                   | —                   | —                   | —                          | —                          | —                          | 22    | 13    | 0     | 0.59               |
| Atlético Huila · Colombia | Total club    | Total club    | 39    | 14    | 0     | 0                   | 0                   | 0                   | 0                          | 0                          | 0                          | 39    | 14    | 0     | 0.36               |
| Deportivo Cali · Colombia | 1.ª           | 2007          | 17    | 3     | 0     | —                   | —                   | —                   | —                          | —                          | —                          | 17    | 3     | 0     | 0.18               |
| Deportivo Cali · Colombia | 1.ª           | 2008          | 38    | 19    | 0     | —                   | —                   | —                   | 2                          | 1                          | 0                          | 40    | 20    | 0     | 0.5                |
| Seattle Sounders Estados Unidos | 1.ª           | 2009          | 29    | 12    | 5     | 4                   | 1                   | 0                   | —                          | —                          | —                          | 33    | 13    | 5     | 0.39               |
| Seattle Sounders Estados Unidos | 1.ª           | 2010          | 31    | 10    | 5     | 3                   | 1                   | 0                   | 6                          | 1                          | 0                          | 40    | 12    | 5     | 0.3                |
| Seattle Sounders Estados Unidos | 1.ª           | 2011          | 32    | 12    | 9     | 3                   | 3                   | 0                   | 7                          | 3                          | 1                          | 42    | 18    | 10    | 0.41               |
| Seattle Sounders Estados Unidos | 1.ª           | 2012          | 37    | 13    | 7     | 3                   | 2                   | 2                   | 5                          | 2                          | 3                          | 45    | 17    | 12    | 0.38               |
| Millonarios · Colombia | 1.ª           | 2013          | 22    | 8     | 3     | 7                   | 2                   | 0                   | 5                          | 0                          | 0                          | 34    | 10    | 3     | 0.29               |
| Millonarios · Colombia | Total club    | Total club    | 22    | 8     | 3     | 7                   | 2                   | 0                   | 5                          | 0                          | 0                          | 34    | 10    | 3     | 0.29               |
| Sporting de Portugal Portugal | 1.ª           | 2013-14       | 29    | 13    | 1     | 4                   | 3                   | 1                   | —                          | —                          | —                          | 33    | 16    | 2     | 0.48               |
| Sporting de Portugal Portugal | 1.ª           | 2014-15       | 26    | 11    | 4     | 5                   | 4                   | 1                   | 7                          | 0                          | 0                          | 38    | 15    | 5     | 0.39               |
| Sporting de Portugal Portugal | 1.ª           | 2015-16       | 12    | 3     | 1     | 5                   | 0                   | 1                   | 6                          | 3                          | 4                          | 23    | 6     | 6     | 0.26               |
| Tianjin Teda China | 1.ª           | 2016          | 29    | 9     | 3     | 1                   | 0                   | 0                   | —                          | —                          | —                          | 30    | 9     | 3     | 0.3                |
| Tianjin Teda China | Total club    | Total club    | 29    | 9     | 3     | 1                   | 0                   | 0                   | 0                          | 0                          | 0                          | 30    | 9     | 3     | 0.3                |
| Vancouver Whitecaps · Canadá | 1.ª           | 2017          | 36    | 14    | 6     | —                   | —                   | —                   | 3                          | 1                          | 0                          | 39    | 15    | 6     | 0.38               |
| Sporting de Portugal Portugal | 1.ª           | 2018          | 11    | 1     | 0     | 5                   | 1                   | 0                   | 5                          | 3                          | 0                          | 21    | 5     | 0     | 0.24               |
| Sporting de Portugal Portugal | 1.ª           | 2018-19       | 9     | 2     | 3     | 2                   | 0                   | 2                   | 5                          | 2                          | 0                          | 16    | 4     | 5     | 0.25               |
| Sporting de Portugal Portugal | Total club    | Total club    | 87    | 30    | 9     | 21                  | 8                   | 5                   | 23                         | 8                          | 4                          | 131   | 46    | 18    | 0.35               |
| Vancouver Whitecaps · Canadá | 1.ª           | 2019          | 32    | 8     | 2     | 1                   | 0                   | 0                   | —                          | —                          | —                          | 33    | 8     | 2     | 0.24               |
| Vancouver Whitecaps · Canadá | 1.ª           | 2020          | 16    | 5     | 2     | —                   | —                   | —                   | —                          | —                          | —                          | 16    | 5     | 2     | 0.31               |
| Vancouver Whitecaps · Canadá | Total club    | Total club    | 84    | 27    | 10    | 1                   | 0                   | 0                   | 3                          | 1                          | 0                          | 88    | 28    | 10    | 0.32               |
| Seattle Sounders Estados Unidos | 1.ª           | 2021          | 30    | 7     | 3     | —                   | —                   | —                   | —                          | —                          | —                          | 30    | 7     | 3     | 0.23               |
| Seattle Sounders Estados Unidos | 1.ª           | 2022          | 26    | 4     | 2     | 1                   | 1                   | 0                   | 7                          | 3                          | 0                          | 34    | 8     | 2     | 0.24               |
| Seattle Sounders Estados Unidos | 1.ª           | 2023          | 17    | 1     | 2     | 2                   | 2                   | 0                   | 1                          | 0                          | 0                          | 20    | 3     | 2     | 0.15               |
| Seattle Sounders Estados Unidos | Total club    | Total club    | 202   | 59    | 33    | 16                  | 10                  | 2                   | 26                         | 9                          | 4                          | 244   | 78    | 39    | 0.32               |
| Deportivo Cali · Colombia | 1.ª           | 2024          | 21    | 7     | 0     | 2                   | 0                   | 0                   | —                          | —                          | —                          | 23    | 7     | 0     | 0.3                |
| Deportivo Cali · Colombia | Total club    | Total club    | 86    | 29    | 0     | 2                   | 0                   | 0                   | 2                          | 1                          | 0                          | 90    | 30    | 0     | 0.33               |
| Real Cartagena · Colombia | 2.ª           | 2025          | 26    | 21    | 1     | 1                   | 0                   | 0                   | —                          | —                          | —                          | 27    | 21    | 1     | 0.78               |
| Real Cartagena · Colombia | Total club    | Total club    | 26    | 21    | 1     | 1                   | 0                   | 0                   | 0                          | 0                          | 0                          | 27    | 21    | 1     | 0.78               |
| Total carrera | Total carrera | Total carrera | 584   | 197   | 59    | 49                  | 20                  | 7                   | 59                         | 19                         | 8                          | 692   | 236   | 74    | 0.34               |
| (1) Incluye datos de la Copa Colombia, Superliga de Colombia, U.S. Open Cup, Copa de la Liga, Copa de Portugal y Campeonato Canadiense. (2) Incluye datos de la Copa Libertadores, Copa Sudamericana, Concacaf Liga Campeones y Mundial de Clubes. (3) Media de goles por encuentro. No incluye goles en partidos amistosos. |               |               |       |       |       |                     |                     |                     |                            |                            |                            |       |       |       |                    |

### Selección nacional
| Selección                                                                      | Temporada     | Amistosos | Amistosos | Sudamérica1 | Sudamérica1 | Mundial | Mundial | Total | Total |
| Selección                                                                      | Temporada     | Part.     | Goles     | Part.       | Goles       | Part.   | Goles   | Part. | Goles |
| ------------------------------------------------------------------------------ | ------------- | --------- | --------- | ----------- | ----------- | ------- | ------- | ----- | ----- |
| Adulta · Colombia                                                              | 2007          | 2         | 0         | —           | —           | —       | —       | 2     | 0     |
| Adulta · Colombia                                                              | 2008          | 1         | 1         | 1           | 0           | —       | —       | 2     | 1     |
| Adulta · Colombia                                                              | 2009          | 1         | 0         | —           | —           | —       | —       | 1     | 0     |
| Adulta · Colombia                                                              | Total         | 4         | 1         | 1           | 0           | 0       | 0       | 5     | 1     |
| Total carrera                                                                  | Total carrera | 4         | 1         | 1           | 0           | 0       | 0       | 5     | 1     |
| (1) Incluye los partidos del Copa América/Clasificatorias Sudamericanas (2010) |               |           |           |             |             |         |         |       |       |

### Resumen estadístico goles a nivel profesional
Actualizado a 18 de agosto de 2025.
| Competición           | Partidos | Goles | Promedio |
| --------------------- | -------- | ----- | -------- |
| Liga                  | 584      | 197   | 0.34     |
| Copas nacionales      | 49       | 20    | 0.41     |
| Copa Internacionales  | 59       | 19    | 0.32     |
| Selección de Colombia | 5        | 1     | 0.2      |
| Total en su carrera   | 697      | 237   | 0.34     |

## Palmarés

### Torneos nacionales
| Título                      | Club                 | País           | Año     |
| --------------------------- | -------------------- | -------------- | ------- |
| Lamar Hunt U.S. Open Cup    | Seattle Sounders     | Estados Unidos | 2009    |
| Lamar Hunt U.S. Open Cup    | Seattle Sounders     | Estados Unidos | 2010    |
| Lamar Hunt U.S. Open Cup    | Seattle Sounders     | Estados Unidos | 2011    |
| Copa de Portugal            | Sporting de Portugal | Portugal       | 2015    |
| Supercopa de Portugal       | Sporting de Portugal | Portugal       | 2015    |
| Copa de la Liga de Portugal | Sporting de Portugal | Portugal       | 2017-18 |
| Copa de la Liga de Portugal | Sporting de Portugal | Portugal       | 2018-19 |

### Torneos Regionales
| Título        | Club                 | País     | Año  |
| ------------- | -------------------- | -------- | ---- |
| Copa de Honra | Sporting de Portugal | Portugal | 2014 |

### Torneos internacionales
| Título            | Club                | Sede              | Año  |
| ----------------- | ------------------- | ----------------- | ---- |
| Liga de Campeones | Seattle Sounders FC | América del Norte | 2022 |

### Distinciones individuales
| Distinción                                           | Año  |
| ---------------------------------------------------- | ---- |
| Goleador del Torneo Apertura (13 goles)              | 2007 |
| Goleador del Torneo Finalización (16 goles)          | 2008 |
| Mejor Jugador del mes de la MLS (marzo)              | 2009 |
| Premio de la Trayectoria en la MLS                   | 2009 |
| Jugador más Humanitario de la MLS (marzo)            | 2010 |
| Mejor Jugador del mes de la MLS (julio)              | 2010 |
| Mejor Jugador de la Lamar Hunt U.S. Open Cup         | 2011 |
| Mejor Jugador del mes de la Liga Sagres (agosto)     | 2013 |
| Mejor Jugador del mes de la Liga Sagres (septiembre) | 2013 |
| Mejor Jugador ‘Domenic Mobilio Golden Boot’ del año  | 2017 |